# Gouvernorat de Ta'izz

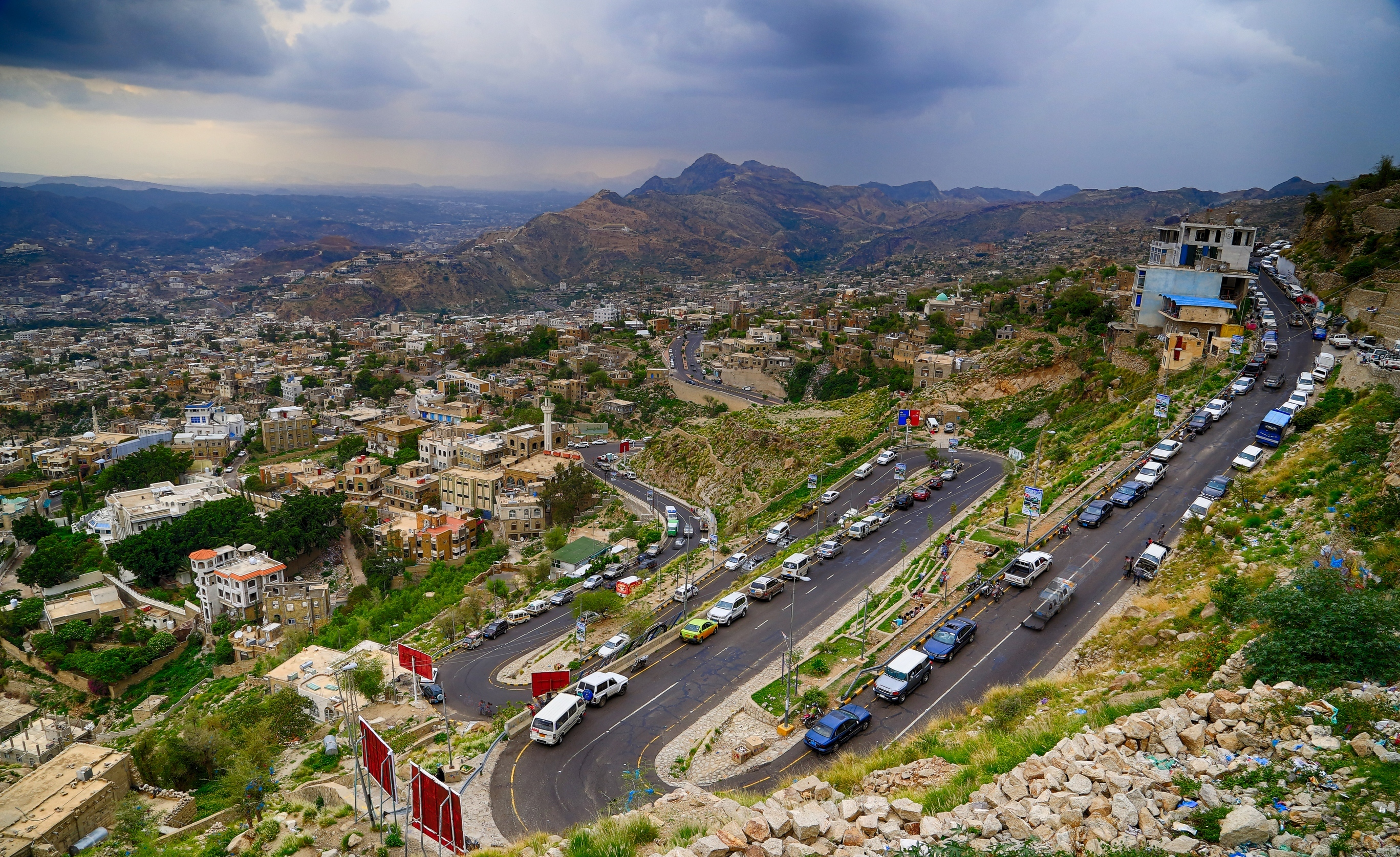
Tai'zz

Le gouvernorat de Ta'izz (en arabe : تعز Ta'izz) est un gouvernorat du Yémen, comprenant le détroit du Bab-el-Mandeb sur son territoire situé au sud-ouest de la péninsule arabique. Sa capitale est Ta'izz, troisième ville du pays. En 2011, sa population atteint 2 885 000 habitants.

## Districts
- Al Mukha District
- Al Ma'afer District
- Al Mawasit District
- Al Misrakh District
- Al Mudhaffar District
- Al Qahirah District
- Al Wazi'iyah District
- As Silw District
- Ash Shamayatayn District
- At Ta'iziyah District
- Dhubab District
- Dimnat Khadir District
- Hayfan District
- Jabal Habashy District
- Maqbanah District
- Mashra'a Wa Hadnan District
- Mawiyah District
- Mawza District
- Sabir Al Mawadim District
- Salh District
- Sama District
- Shara'b Ar Rawnah District
- Shara'b As Salam District